# Городовой

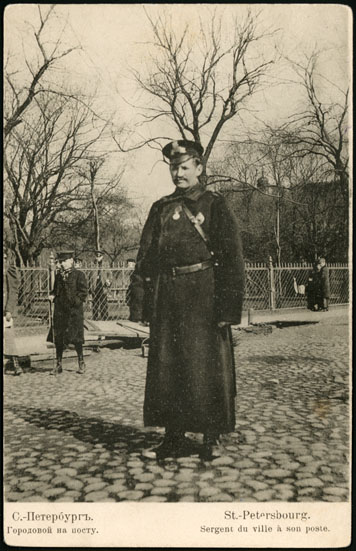
Городовой на посту, в Санкт-Петербурге.

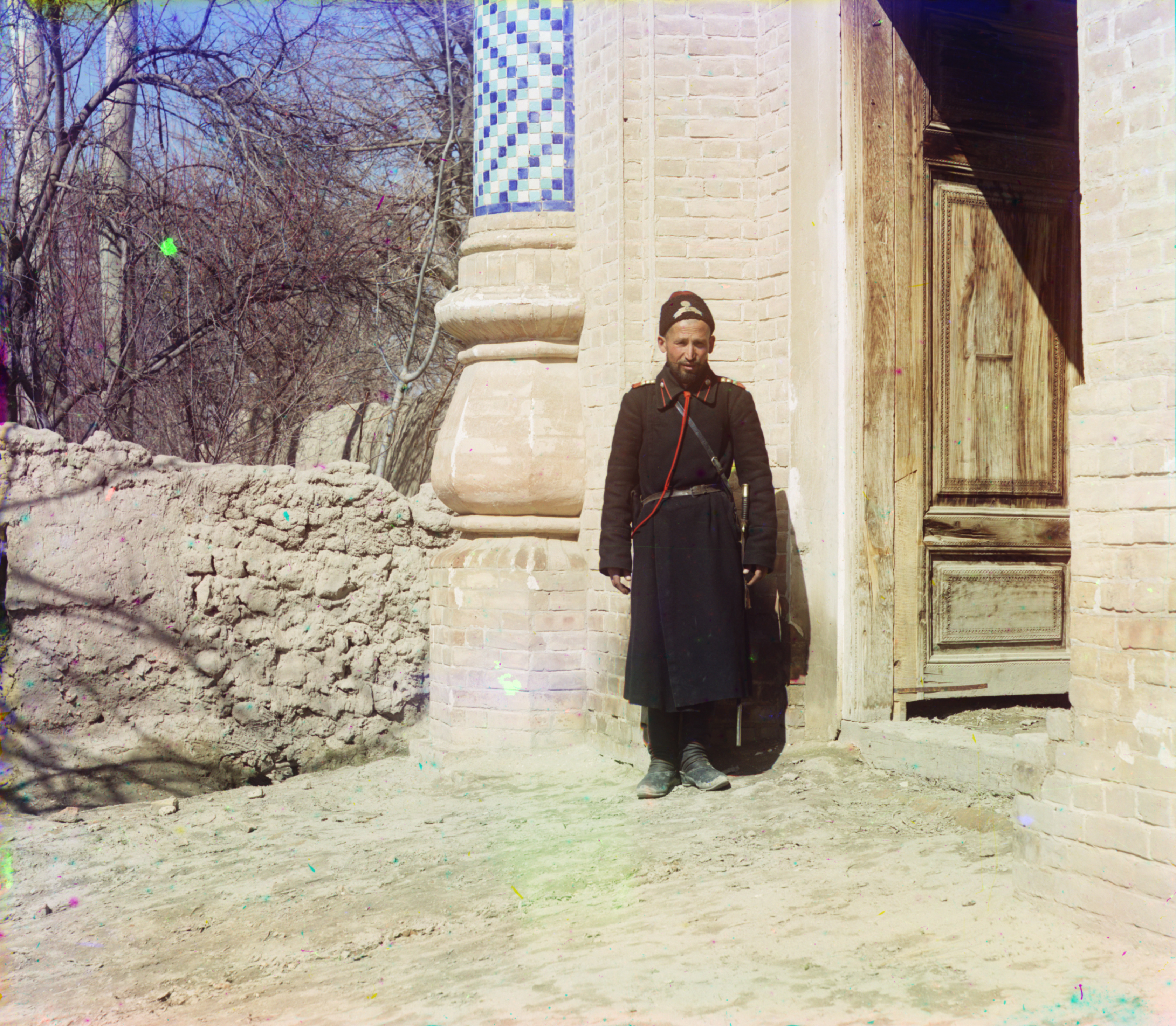
Городовой в Самарканде, 1911 год. Фото С. М. Прокудина-Горского.

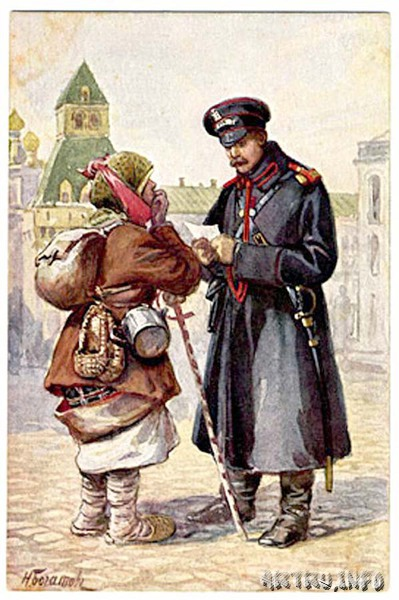
Городовой в Москве, картины из серии «Типы Москвы» Н. А. Богатова.

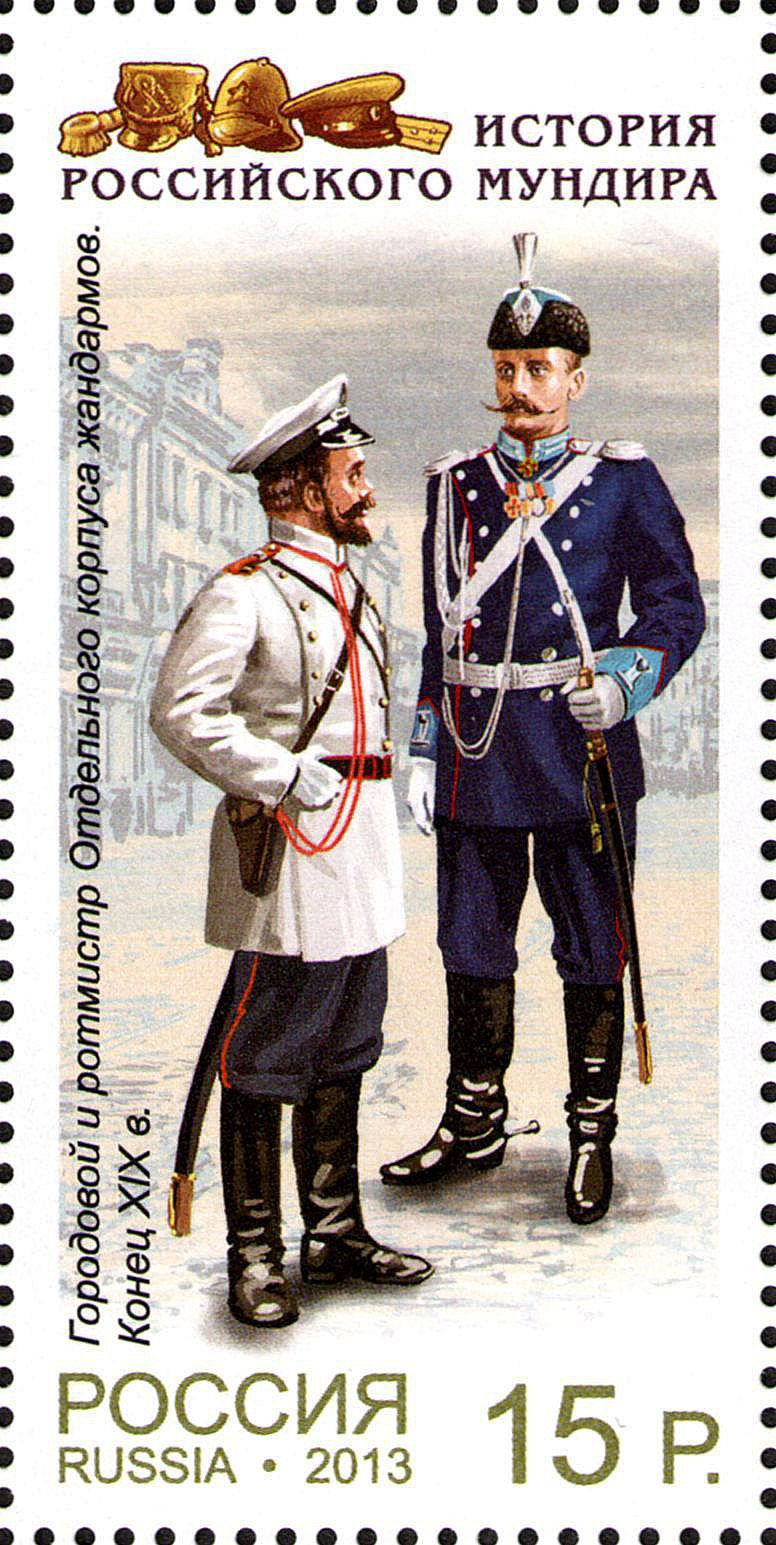
Форма одежды городового и ротмистра Отдельного корпуса жандармов в конце XIX века. Почтовая марка России, 2013 год.

Городово́й — низший чин полицейской стражи в столичных, губернских и уездных городах (городовой полиции) Европейской России, равно как в тех безуездных городах, посадах и местечках, которые имеют свою отдельную от уездной, полицию, в Российской империи, с 1862 по 1917 год.
Слово было создано как прямая калька c др.-греч. «πολιτεία» (общество, город, должностное лицо в одном из них) — минуя европейское «полицейский» или английское «полисмен». Городовой подчинялся околоточному надзирателю (где существовал околоток), не пользовался правами государственной службы и служил по вольному найму в полицейской команде.

## История
В 1863 году, в связи с реформами в России, городовая полиция была численно увеличена и преобразилась внешне. Для всех её служащих введена форма одежды нового образца. Вместо «сермяжной брони» рядовые полиции (будочники) получили на обмундирование мундиры и шаровары «из тёмно-зелёного армейского сукна», взамен кожаных касок — шапки с лакированным козырьком «офицерского образца» (фуражки). В 1856 году с вооружения были сняты алебарды, для унтер-офицеров и рядовых ввели портупеи с офицерскими саблями «драгунского образца» и пистолеты, которые полагалось носить на специальном «снуре». Полицейские обеих столиц, как офицеры, так и рядовые, носили сабли. Для рядовых служащих закупали самые дешёвые по цене сабли (шашки).

«С 80-х годов их стали вооружать и револьверами, но так как револьверов на весь персонал не хватало, то, как рассказывали, по крайней мере, многие носили только пустые кобуры с красными шнурами»— Мемуары М. М. Богословского
Рядовые городской полиции назывались «городовые», а уездной полиции «стражники». Вооружались револьвером и шашкой, имели полицейский свисток.
Городовые набирались из отставных солдат, драгун, егерей и так далее и унтер-офицеров по вольному найму — физически крепких, умевших читать и писать по-русски. Предпочтение при наборе, среди претендентов, оказывалось женатым. Содержались городовые из бюджета города.
Городовые носили серую форму, летом белую, и особые наплечные знаки различия в виде контр-погонов (поперечные погоны) с лычками по званию, полученному на действительной военной службе, и наложенным сверху двойным оранжевым шнуром соответственно полицейскому званию. Летом городовые надевали светлую льняную гимнастерку без карманов, подпоясанную затяжным ремнем или длинные двубортные белые кители. Зимой ходили в суконных гимнастерках или двубортных мундирах. Зимой носили черные длинношерстные папахи (круглые бараньи шапки), башлыки, а иногда и полушубки. На головном уборе носили городской герб со своим служебным номером.

Каковое происшествие было усмотрено стоявшим на углу постовым городовым бляха № 777, который задержал статского советника и представил его в участок, где и был составлен протокол.— Святой (Из истории комического времени на Руси), В. М. Дорошевич На смех. — СПб.: М. Г. Корнфельда, 1912. — С. 133
В городах с населением не более 2 000 человек по закону, от 14 апреля 1887 года, полагалось не более 5 городовых. В городах, имеющих более многочисленное население, полагалось не более одного городового на каждые 500 человек. На каждых четырёх городовых приходился один старший. На содержание городовых выделялось: старшему не более 180 рублей, младшим не более 150 рублей в год, не считая 25 рублей ежегодно на обмундирование.
В Санкт-Петербурге в 1903 году было 705 городовых трёхсменных постов, то есть всего 2 115 городовых пешей полиции. Посты городовых на улицах городов располагались таким образом, чтобы дежуривший городовой мог видеть своих коллег на соседних постах. Каждый городовой пост обслуживался тремя городовыми посменно.

## Виды
В полиции Российской империи существовали следующие городовые:
- Старший городовой[2];
- Младший городовой[2];
- Городовой конно-полицейской стражи;
- Городовой пешей полиции (стражи);
- Городовой речной полиции (стражи)[3].

## Обязанности
В обязанности городового пешей полиции (стражи) входило требовать исполнения другими и знать:
- общие вопросы полицейского дела (например, что называется постом, что ему воспрещается на посту, что такое присутственные места, в каких случаях можно бесплатно взять извозчика что делать, услышав продолжительный звук свистка, и так далее);
- состав российского императорского дома;
- персональный состав особ первых 4-х классов Табеля о рангах;
- порядок зажигания фонарей, езды по улицам, ремонта домов и вывоза нечистот, «забора нищих» и перевозки мяса, правила наблюдения за порядком на улице, за газетчиками и разносчиками, за питейными заведениями и публичными домами и многое другое.

## Знаки различия
Все чины столичной полиции и полиции Москвы, в том числе и городовые, носили форму чёрного цвета, а полиции других городов — зелёного. Погончики (контр-погоны) городовых шились из чёрного сукна с оранжевым кантом, а поверх них находились плечевые шнуры из оранжевого шнура с посеребренными гомбочками, число которых зависело от оклада:
- городовым высшего оклада — три гомбочки;
- городовым среднего оклада — две гомбочки;
- городовым низшего оклада — одна гомбочка[4].

Городовые носили зимой:
- шинель, из тёмно-серого сукна солдатского образца, с застежкой на крючках, на воротник нашивалось по одной петлице из тёмно-зелёного сукна, окаймлённой оранжевым кантом, на петлицах светлая металлическая пуговица с двуглавым орлом, плечевые знаки как на кафтане;
- чёрную мерлушковую круглую шапку с чёрным суконным донцем, красными кантами крест-накрест и по окружности, на шапке крепилась металлическая никелированная круглая бляха. На бляхе был пробит номер данного городового. Над ленточкой — герб губернии (города);
- мундир.

Летом:
- чёрную шапку с чёрным лаковым (лакированным) козырьком «офицерского образца» (фуражку) с тремя красными кантами (два по околышу, один на тулье), без подбородочного ремешка. Летом на тулью надевался светлый коломянковый чехол. На тулье фуражки также крепилась металлическая никелированная круглая бляха с острыми концами. На бляхе пробит номер данного городового. Над ленточкой — герб губернии (города);
- мундир.

Для защиты от дождя и непогоды разрешалось носить капюшоны из непромокаемой материи чёрного цвета.

## В культуре
Городовой как символ реакции последних двух десятилетий Российской империи был объектом ненависти со стороны левой пропаганды.

Основывайте тотчас боевые дружины везде и повсюду, и у студентов, и у рабочих особенно…
Пусть тотчас же вооружаются они как могут, кто револьвером, кто ножом, кто тряпкой с керосином для поджога… Отряды должны тотчас же начать военное обучение на немедленных операциях. Одни сейчас же предпримут убийство шпика, взрыв полицейского участка, другие — нападение на банк для конфискации… Пусть каждый отряд сам учится хотя бы на избиении городовых.—  Улья́нов (Ленин)
В качестве символа царской России он с чёрной иронией упоминается писателем-толстовцем Иваном Наживиным.

## Городовые в Февральской революции 1917 года
В февральские дни 1917 года городовые стали первыми жертвами толпы, расправлявшейся с ними, как с «ненавистными слугами царского режима».
Анархия, наступившая после февраля 1917 года, заставила некоторых с ностальгией относиться к отсутствующим защитникам закона. «Больше всего беспокоило быстро растущее сознание того, что не осталось никого, кто бы озаботился сохранением мира. Исчезли красно-голубые нарукавные повязки военной полиции, а на углу улицы больше не стоял флегматичный, надёжный полицейский».

## Память
- Памятник городовому в Санкт-Петербурге.
- Памятник городовому — дежурному полицейскому, в городе Калуга.
- «Городовой», бронзовая двухметровая скульптура, на оживленном перекрестке в центре города Серпухов, работы серпуховского мастера Ильи Дюкова.
- Памятник в городе Саратове.
- Скульптура «Городовой» в городе Елабуга
- Памятник городовому в Минске.
- Памятник городовому в Череповце на Соборной набережной.
- Памятник городовому в городе Нижний Новгород на улице Большая Покровская.

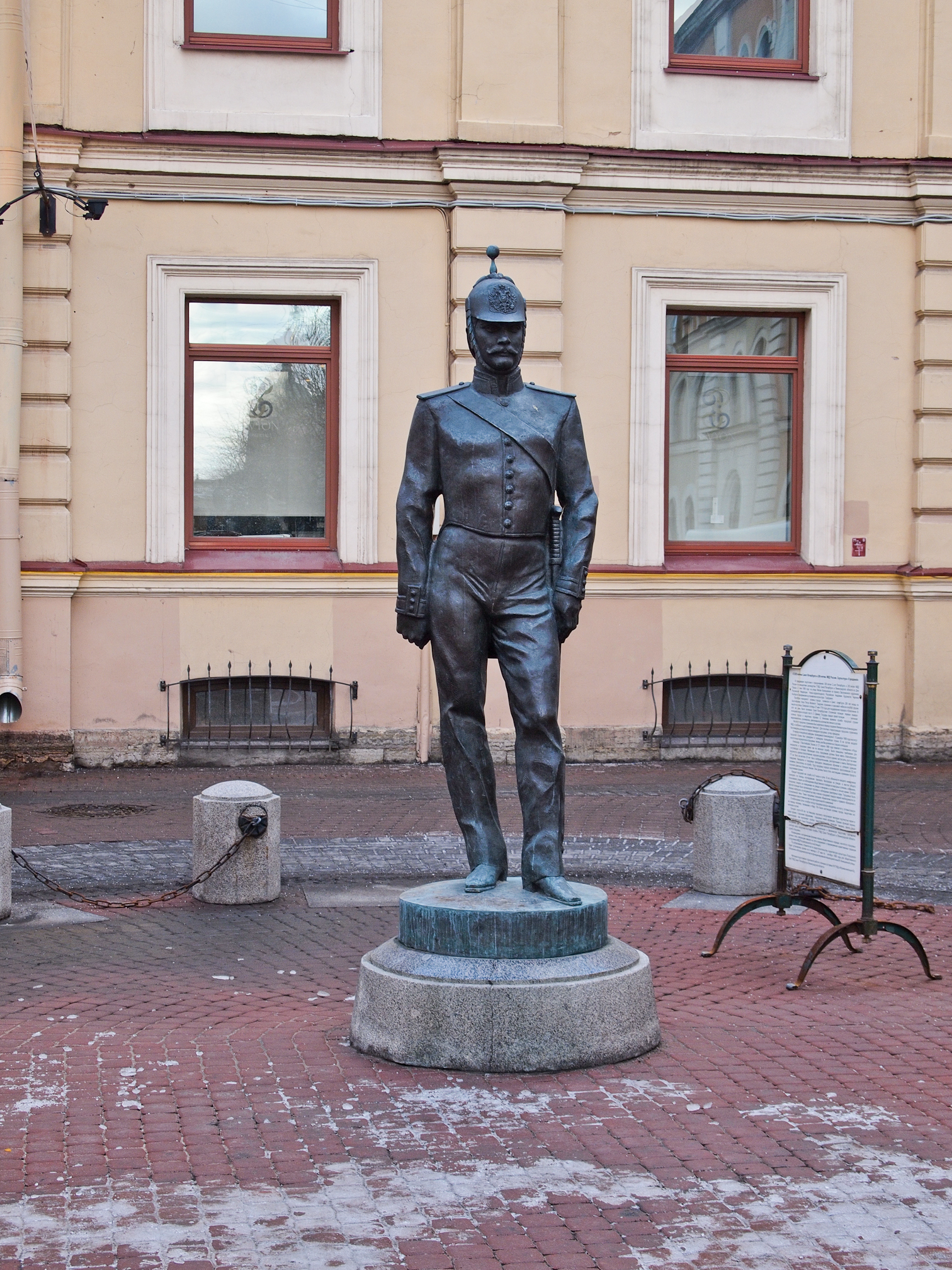
Петербургский Городовой
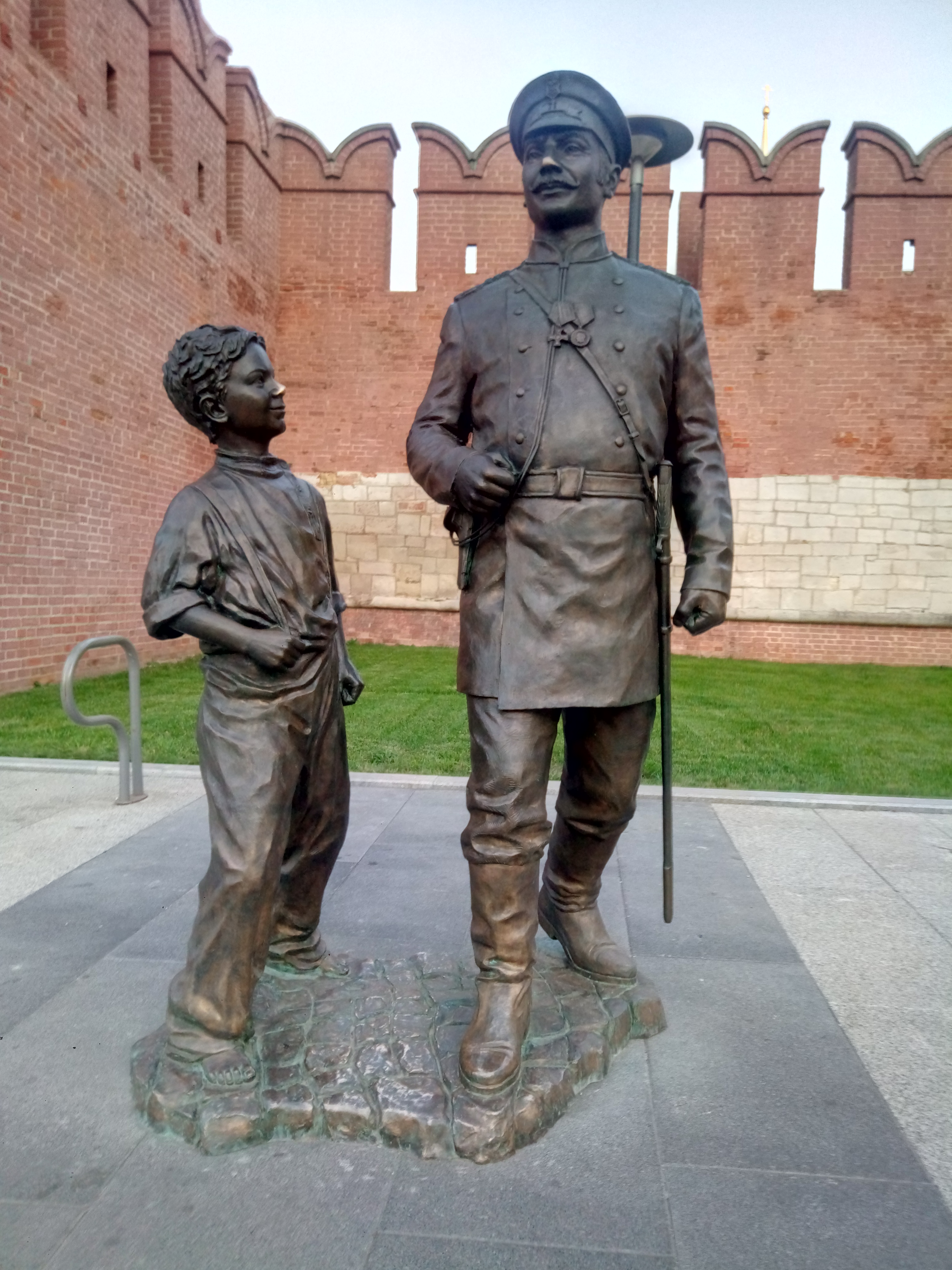
Памятник городовому в Туле
Памятник городовому в Саратове
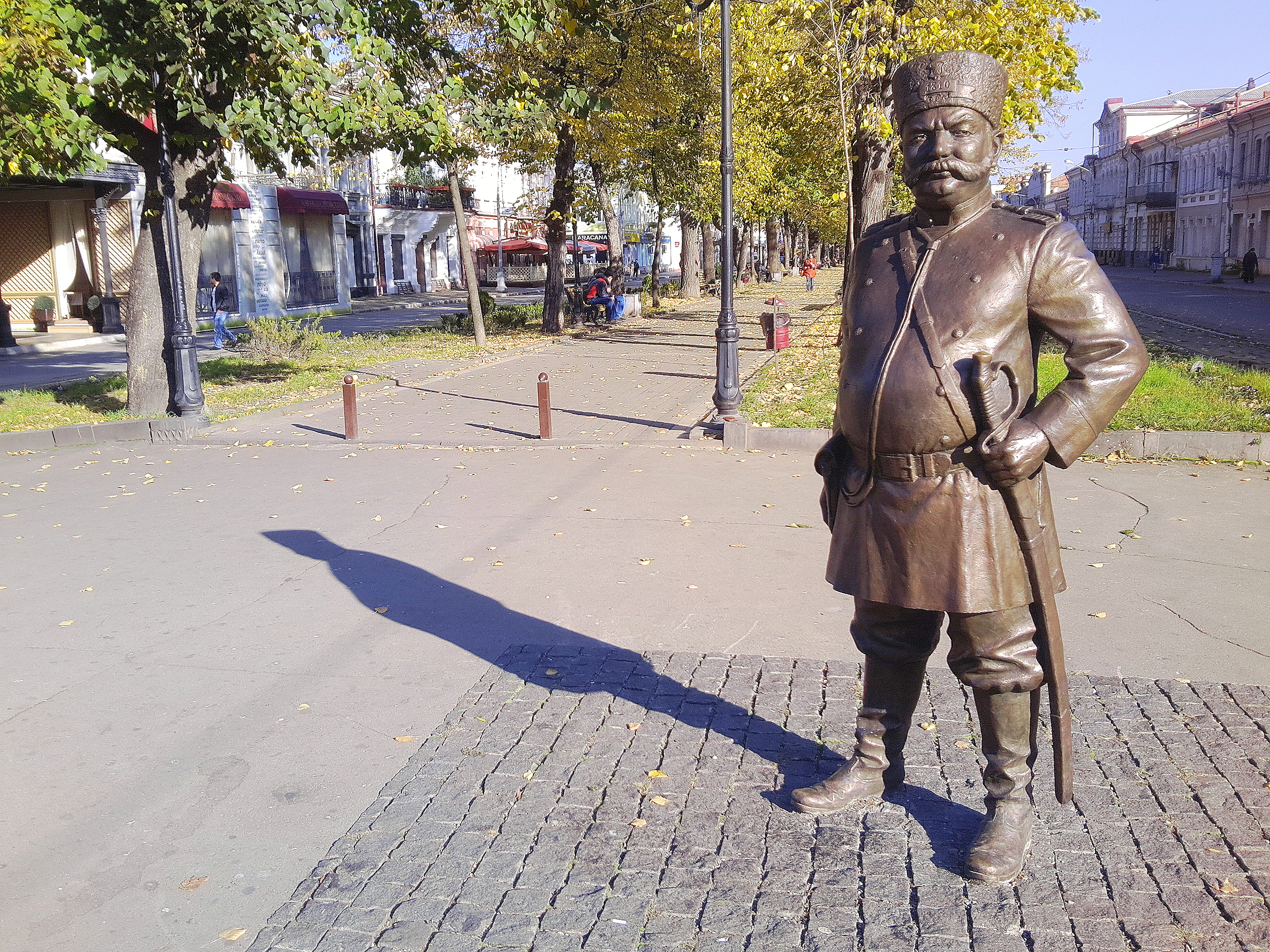
Памятник городовому во Владикавказе

## Галерея

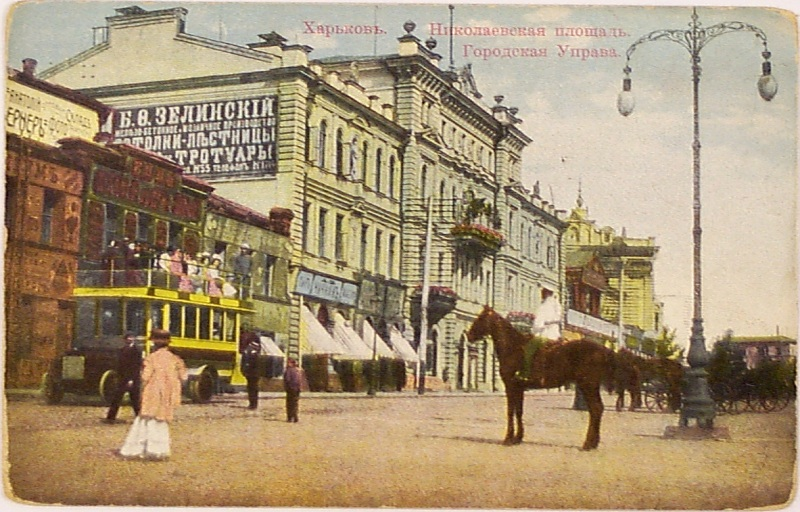
Городовой конно-полицейской стражи. Николаевская площадь, Харьков, 1910-е годы.
1917 год. Арест и конвоирование переодетых городовых мятежниками.
«Отрадное видение». Родзянко: «После сдачи Риги там водворился такой порядок… вернули городовых» (левая карикатура).